# Goranboy
Goranboy è una città dell'Azerbaigian, capoluogo dell'omonimo distretto.